# Zaozierje (wieś w Republice Komi)
Zaozierje (ros. Заозерье) – wieś (dieriewnia) w Rosji, w Republice Komi, w rejonie sysolskim. W 2021 liczyła 3 mieszkańców.